# Leskia longirostris
Leskia longirostris là một loài ruồi trong họ Tachinidae.